# Estádio Bernardo Rubinger de Queiroz
O Estádio Bernardo Rubinger de Queiroz é um estádio de futebol brasileiro, situado em Patos de Minas, em Minas Gerais. É de propriedade do Esporte Clube Mamoré.

## História
Também conhecido como Arena Kickball, o Estádio Bernardo Rubinger de Queiroz foi inaugurado em 13 de junho de 2009, data do aniversário de 60 anos do clube.
O antigo estádio do E.C. Mamoré, o Estádio Waldomiro Pereira, foi vendido pelo clube em 2005 para a empresa Irmãos Bretas e Cia. No seu lugar foi construído um shopping; o Pátio Central Shopping.
Bernardo Rubinger de Queiroz foi advogado e político, além de funcionário do Banco de Desenvolvimento de Minas Gerais. Foi deputado estadual de Minas Gerais por duas legislaturas consecutivas, de 1987 a 1995, pelo PMDB. Torcedor e mecena do Mamoré, morreu em 2008 e recebeu a homenagem póstuma da diretoria mamorense com a escolha de seu nome para a nova casa do clube.
O estádio Bernardo Rubinger de Queiroz tem o seu maior público no jogo Mamoré 1x2 Cruzeiro em 28 de janeiro de 2012. O estádio possui iluminação moderna e gramado importado da Europa. Possui também um moderno sistema de irrigação automática, vestiários bem equipados e cabines de TV. O campo possui as dimensões padrão fifa 105 x 68m. As arquibancadas são divididas em 4 setores, sendo uma tribuna de honra perto das cabines de TV, cadeiras verdes, cadeiras vermelhas e arquibancada comum.
A Arena Kickball é o maior estádio de Patos de Minas. Além disso é também um dos mais modernos e recentes de Minas Gerais.